# Bergerhausen
Bergerhausen è una frazione del comune di Biberach an der Riß, nel land del Baden-Württemberg, in Germania.
Già comune autonomo, fu incorporato a Biberach an der Riß nel 1934.